# Irina Strachowa
Irina Strachowa, ros. Ирина Борисовна Страхова (ur. 4 marca 1959 w Nowosybirsku) – rosyjska lekkoatletka specjalizująca się w chodzie sportowym. Podczas swojej kariery reprezentowała Związek Radziecki.

## Sukcesy sportowe
| Rok  | Miasto    | Zawody             | Konkurencja   | Wynik         |
| ---- | --------- | ------------------ | ------------- | ------------- |
| 1987 | Rzym      | Mistrzostwa świata | chód na 10 km | złoty medal   |
| 1987 | Nowy Jork | Puchar Świata      | chód na 10 km | srebrny medal |
| 1991 | Tokio     | Mistrzostwa świata | chód na 10 km | 4. miejsce    |
| 1991 | San Jose  | Puchar Świata      | chód na 10 km | złoty medal   |

Medalistka mistrzostw kraju.

## Rekordy życiowe
- chód na 10 kilometrów – 42:44 – Soczi 17/02/1991
- chód na 20 kilometrów – 1:34:31 – Värnamo 29/05/1987